# Gaetano Stammati
Gaetano Stammati (Napoli, 4 ottobre 1908 – Roma, 11 febbraio 2002) è stato un politico e dirigente pubblico italiano.

## Biografia
Figlio primogenito di una famiglia numerosa, nonostante la precoce morte del padre, consegue la laurea in Giurisprudenza nel 1930 e supera poco dopo il concorso per entrare nella pubblica amministrazione. A partire dal dopoguerra assume incarichi di grosso rilievo: direttore generale e più volte capo di gabinetto,e, a partire dal 1962, direttore generale del ministero del Tesoro, e quindi consigliere d'amministrazione dell'IRI.
Nel 1967 è nominato Ragioniere Generale dello Stato, carica ricoperta fino al 1972, anno in cui assume la presidenza della Banca Commerciale Italiana.
Fu professore incaricato di politica economica alla facoltà di Statistica dell'università La Sapienza di Roma.
Schierato politicamente con la Democrazia Cristiana, alla quale però non si iscrisse mai, preferendo restare indipendente, è nominato Ministro delle finanze nel governo Moro V. Eletto senatore come indipendente per la Dc nel 1976 e confermato nel 1979, ricoprì la carica di Ministro del tesoro nel governo Andreotti III, di Ministro dei lavori pubblici nel governo Andreotti IV e di Ministro per il commercio con l'estero nel governo Andreotti V e nel governo Cossiga I fino al 1980.
Il 20 maggio 1981 il nome di Stammati compare nella lista dei 962 iscritti alla loggia massonica P2 di Licio Gelli. Da quel momento si ritira dalla vita politica.